# Euphorbia indica
Euphorbia indica är en törelväxtart som beskrevs av Jean-Baptiste de Lamarck. Euphorbia indica ingår i släktet törlar, och familjen törelväxter. Inga underarter finns listade i Catalogue of Life.